# Condado de Hidalgo (Novo México)
O Condado de Hidalgo é um dos 33 condados do Estado americano do Novo México. A sede do condado é Lordsburg, e sua maior cidade é Lordsburg. O condado possui uma área de 8 925 km² (dos quais 1 km² estão cobertos por água), uma população de 5 932 habitantes, e uma densidade populacional de 1 hab/km² (segundo o censo nacional de 2000). O condado foi fundado em 25 de fevereiro de 1919.